# Purísima de Cebolletas
Purísima de Cebolletas är en ort i Mexiko.   Den ligger i kommunen Dolores Hidalgo och delstaten Guanajuato, i den centrala delen av landet, 270 km nordväst om huvudstaden Mexico City. Purísima de Cebolletas ligger 2 044 meter över havet och antalet invånare är 205.
Terrängen runt Purísima de Cebolletas är kuperad söderut, men norrut är den platt. Runt Purísima de Cebolletas är det ganska tätbefolkat, med 93 invånare per kvadratkilometer. Närmaste större samhälle är Dolores Hidalgo, 10,8 km nordost om Purísima de Cebolletas. Trakten runt Purísima de Cebolletas består i huvudsak av gräsmarker.